# Louis Gabriel Michaud
Louis Gabriel Michaud, genannt Michaud jeune (* 19. Januar 1773 auf Schloss Richemont (Villette-sur-Ain, Département Ain); † 8. März 1858) war ein französischer Schriftsteller, Buchdrucker und Verleger.

## Leben und Werk
Louis Gabriel Michaud machte in den republikanischen französischen Armeen mehrere Feldzüge mit, so die Kanonade von Valmy (20. September 1792) sowie die Schlacht bei Jemappes (6. November 1792), und schied 1797 mit dem Grad eines Hauptmanns des 102. Linienregiments aus Gesundheitsgründen aus dem Militärdienst aus. Er begab sich dann nach Paris, wo er 1797 in Gemeinschaft mit seinem älteren Bruder, dem französischen Historiker Joseph François Michaud, sowie mit N. Giguet eine Verlagsbuchhandlung und Buchdruckerei eröffnete. Wegen seiner streng royalistischen Grundsätze wurde er sowohl während der Ersten Republik als auch während der Herrschaft Napoleons mehrmals festgenommen. Nach der Rückkehr der Bourbonen erhielt er den Titel eines königlichen Buchdruckers, der ihm aber wegen seiner Hinneigung zur freien Presse bald wieder entzogen wurde.
Das bedeutendste Werk, das Michaud selbst redigierte und verlegte, ist die Biographie universelle ancienne et moderne (52 Bde., Paris 1811–28; 2. Auflage 45 Bde., 1843–65). Zu seinen weiteren Werken gehören u. a. die Biographie moderne ou des hommes vivants (1802) sowie die historische Schrift Tableau historique et raisonné des premières guerres de Napoléon Bonaparte, de leurs causes et de leurs effets (Paris 1814).